# ريتشارد جي. كولبيرت
ريتشارد جي. كولبيرت (بالإنجليزية: Richard G. Colbert)‏ هو ضابط أمريكي، ولد في 12 فبراير 1915 في Brownsville, Pennsylvania ‏ في الولايات المتحدة، وتوفي في 2 ديسمبر 1973 في بيثيسدا في الولايات المتحدة.

## وصلات خارجية
- ريتشارد جي. كولبيرت على موقع مونزينجر (الألمانية)